# Kabupaten Barito Timur
Kabupaten Barito Timur är ett kabupaten i Indonesien.   Det ligger i provinsen Kalimantan Tengah, i den nordvästra delen av landet, 1 000 km nordost om huvudstaden Jakarta. Antalet invånare är 97 372.